# Compostela (Davao de Oro)
Pour les articles homonymes, voir Compostela.
Compostela est une localité de la province du Val de Compostelle, aux Philippines. En 2015, elle compte 87 474 habitants.